# Yan Wenliang
 (mars 2018).
Si vous disposez d'ouvrages ou d'articles de référence ou si vous connaissez des sites web de qualité traitant du thème abordé ici, merci de compléter l'article en donnant les références utiles à sa vérifiabilité et en les liant à la section « Notes et références ».
Yan Wenliang (1893-1988 ; chinois simplifié : 颜文樑 ; chinois traditionnel : 顏文樑 ; pinyin : Yan Wenliang) est un peintre chinois.
Il est l'un des artistes chinois les plus renommés du XXe siècle. En tant que président de l'École de Suzhou, il exerça une grande influence sur le développement de l'art contemporain de son pays.

## Biographie

### Formation
Yan Wenliang arrive à Paris en octobre 1928 avec une lettre de recommandation de Xu Beihong adressée à son ancien maître, Pascal Dagnan-Bouveret. Yan Wenliang se présente à Neuilly avec la lettre et ses pastels L'Atelier, La Cuisine et La Boucherie. Dagnan-Bouveret, alors âgé, n’était plus en mesure de lui dispenser une formation artistique. Après lui avoir demandé des nouvelles de Xu Beihong, il lui donne quelques conseils sur les travaux qu'il lui soumet, notamment sur le rendu des visages des deux enfants figurant dans La cuisine, puis l'envoie dans l'atelier de Pierre du Laurens à l’École des beaux-arts de Paris, dans lequel Yan Wenliang s'inscrit le 5 décembre 1928.

## Style

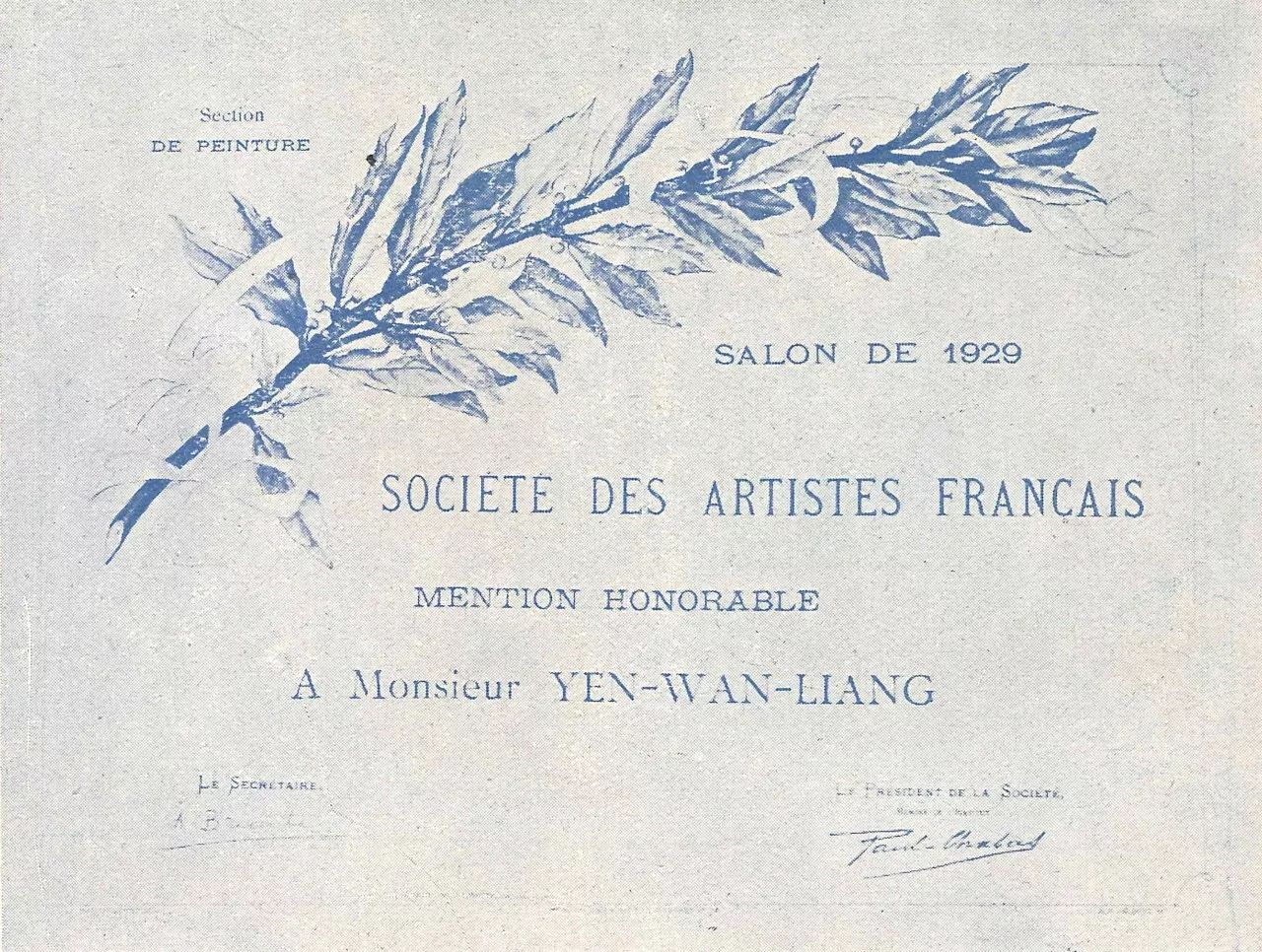
Diplôme de mention honorable pour la participation de Yan Wenliang au Salon des artistes français de 1929.

Yan Wenliang est le témoin des avant-gardes de la génération des Matisse, Bonnard, Maurice Denis etc. en opposition à l'impressionnisme de la génération précédente.
Néanmoins, ses tableaux comme Le Parlement de la Grande-Bretagne de 1929 (Pékin, musée d'Art national de Chine) ou L'Arc de Triomphe à Paris de 1929 (collection particulière) s'inscrivent bien dans la continuité de l'impressionnisme avec une forte tendance coloriste. On retrouve aussi chez lui une tendance un peu précieuse observée plus tôt chez Wu Fading, comme dans Taohuawu à Suzhou (1940), où aux ondulations de l’eau répondent des cieux très travaillés avec la lumière de la lune ou du soleil dans les nuages.

## École de Suzhou

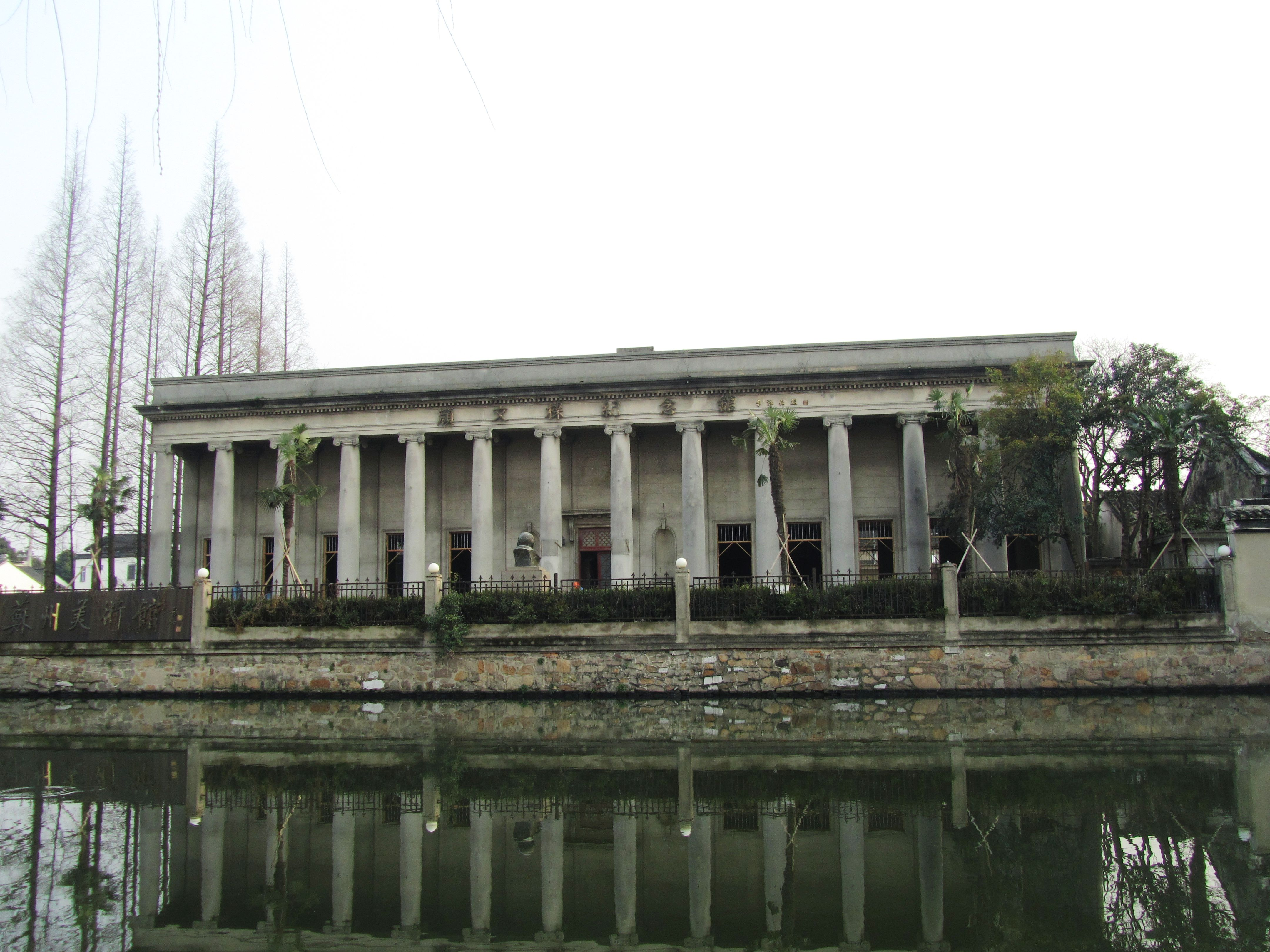
École de Suzhou.

Yan Wenliang rapporte de France et de Belgique en Chine 460 plâtres d'après l'antique, à l'image des collections des plâtres de la Cour vitrée du palais des études de l'École des beaux-arts de Paris, pour l'enseignement artistique académique de son école à Suzhou dans les années 1920.
D’abord limités à Suzhou, ces plâtres se diffusèrent à Nankin puis, à partir de la Libération, dans toute la Chine.